# Метлица (цваст)
Метлица (лат. panicula) је врста цвасти која спада у групу сложених рацемозних цвасти. Ова сложена цваст је састављена од великог броја гроздова гоји се налазе на главној осовини или од великог броја простих класова. Ако се састоји из простих гроздова, метлица најчешће има пирамидалан облик. Бочне гране простог грозда почињу да расту па се даље гранају.

## Примери
Метлица која се састоји из простих гроздова јавља се нпр. код јоргована, винове лозе, дивљег кестена, мушка цваст кукуруза... Метлица која се састоји из простих класова најчшће се јавља код трава, нпр. код родова Poa, Avena, Milium, Bromus, Glyceria, Agrostis, 